# Johann Heinrich Eisenträger
Johann Heinrich Eisenträger (* 1730 in Kassel; † 1788 ebenda) war ein deutscher Landschafts-, Schlachten- und Porzellanmaler, der in den Manufakturen Fürstenberg und Kassel tätig war.

## Leben und Wirken
Eisenträger erhielt eine Ausbildung zum Landschafts- und Schlachtenbildmaler, ehe er im Jahr 1754 in der Porzellanmanufaktur Fürstenberg angestellt wurde. Daher etablierte er dort gemeinsam mit den Künstlern Daniel Christian Ostertag und Johann Friedrich von Metzsch die Landschaftsmalerei und galt seit 1760 als einer der bedeutendsten Künstler dieses Genres in der Fürstenberger Manufaktur. Die frühen Werke der drei Maler sind aufgrund ihrer ähnlichen Ausführungen nur schwer dem jeweiligen Künstler zuzuordnen. Eisenträger malte neben Landschaften auch Schlachtenszenen oder Porträtbilder, wie ein Miniaturporträt einer Dame aus dem Jahr 1767, das später im Museum Kassel seinen Platz fand und heute als verschollen gilt. Im Jahr 1768 wechselte er an die Porzellanfabrik in Kassel, um dort eine Anstellung als Malereivorsteher anzutreten. Er verwendete für seine monochrome Malerei insbesondere die Farben Purpur, Eisenrot oder Rostbraun (was als „en Camaïeu“ bezeichnet wurde), fertigte aber auch polychrome Landschaftsbilder, wie eine Ansicht von Mulang auf der Wilhelmshöhe. Seit 1778 trug er den Titel „Obermaler“. Weitere Werke sind die Bildnisse der Landgrafen Carl und Friedrich II auf einem Tableau, so wie eine Büste Friedrichs, die Eisenträger bemalt hat. Obwohl stets als Landschafts- und Schlachtenmaler bezeichnet, sind auch Porträts nach Vorlagen von Johann Heinrich Tischbein der Ältere und Hermann Hendrik de Quiter der Jüngere nachweisbar. Neben der Porzellanmalerei fertigte Eisenträger 1772 auch Aquarelle an, wie beispielsweise eine Ansicht Kassels mit der alten Fuldabrücke.